# Москово (Дюртюлинський район)
Мо́сково (рос. Москово, башк. Мәскәү) — село у складі Дюртюлинського району Башкортостану, Росія. Адміністративний центр Московської сільської ради.
Населення — 1879 осіб (2010; 1788 у 2002).
Національний склад:
- башкири — 77 %

## Видатні уродженці
- Магасумова Багія Магасумівна — башкирська радянська педагог-методистка.